# Le Monde de Marty
Pour plus de détails, voir Fiche technique et Distribution.
Le Monde de Marty est un film français réalisé par Denis Bardiau et sorti en 2000.

## Synopsis
Martin Sauvier, nom de code "Marty", 10 ans, s'ennuie à l'hôpital. Il entrouvre un jour la porte de la chambre d'Antoine Berrant, résidant permanent du service de gériatrie. Ce septuagénaire paralysé et muet passe le plus clair de son temps à rechercher un passé que l'Alzheimer lui vole. Entre ces deux personnages aux antipodes va naître le début d'une amitié originale. 

## Fiche technique
- Titre : Le Monde de Marty
- Réalisation : Denis Bardiau
- Scénario et dialogues : Denis Bardiau et Alex Jaffray
- Photographie : Alain Levent
- Décors : Richard Cahours de Virgile
- Costumes : Sylvie de Segonzac
- Son : Xavier Griette
- Musique : Alex Jaffray
- Montage : Anne Argouse
- Production : Outsider Productions - Caroline Productions
- Pays :  France
- Genre : drame
- Durée : 86 minutes
- Date de sortie : France - 26 janvier 2000

## Distribution
- Michel Serrault : Antoine Berrant
- Jonathan Demurger : Martin Sauvier dit Marty
- Annick Alane : Suzanne Berrant, la femme d'Antoine
- Camille Japy : Claire Sauvier
- Jacques Dynam : Charles Dancourt
- Patrick Bouchitey : le professeur Zilberman
- Christian Charmetant : le professeur Roland Leguen
- Florence Hebbelynck : Myriam
- Jean-Christophe Barc : Bricourt
- Marie-Ange Dutheil : Madame Plantier
- Myriam Moszko : Josiane
- Jean-Paul Bonnaire : René
- Bernard Cheron : Paul
- Claire Hammond : Bénédicte
- Anaïs Demoustier : Jennifer Royer

## Distinctions
Même si le film est un échec commercial en France, il est distribué dans plus d’une dizaine de pays dans le monde, rencontrant un certain succès en Asie, notamment en Corée du sud, à Taïwan et à Hong Kong. De plus, il est sélectionné dans de nombreux festivals dans le monde, remportant plusieurs prix.

### Récompenses
- Griffon de bronze et Prix du Meilleur réalisateur au Festival du film de Giffoni (Italie) 2000
- Prix du public au Festival d’Ispahan (Iran) 2000
- Prix du meilleur film au Festival de Saragosse (Espagne) 2001